# Чеберяки
Чеберяки (укр. Чеберяки) — село, Андрияшевская сельская община, Роменский район, Сумская область, Украина.
Код КОАТУУ — 5924184404. Население по переписи 2001 года составляло 248 человек.

## Географическое положение
Село Чеберяки находится на правом берегу реки Сула в месте впадения в неё реки Локня, выше по течению на расстоянии в 4 км расположено село Глинск, ниже по течению на расстоянии в 2,5 км расположено село Новая Гребля, на противоположном берегу — село Гудымы, выше по течению реки Локня на расстоянии в 2 км расположено исчезнувшее село Зарудневка. Река в этом месте извилистая, образует лиманы, старицы и заболоченные озёра.

## Экономика
- Молочно-товарная ферма.

## Объекты социальной сферы
- Дом культуры.